# Operative Fallanalyse
Die operative Fallanalyse (OFA) wird von Fallanalytikern der Polizei bei ungeklärten Verbrechen eingesetzt, um neue Ermittlungsansätze zu erhalten. Ein Teilgebiet der OFA ist das Cold-Case-Management. Sie dient auch dazu, ein Täterprofil zu erstellen sowie Serienstraftaten zu erkennen.
Die OFA ist Teil der Kriminalistik. Der Begriff wurde im Bundeskriminalamt in der Abteilung Kriminalistisches Institut geprägt und einheitlich von den Länderpolizeien übernommen, wobei einige in den Bundesländern zuvor bestehende, anderslautende Bezeichnungen abgelöst wurden.
Die operative Fallanalyse kommt in der Regel nur bei schweren Straftaten wie etwa Tötungs- und Sexualdelikten, Brandstiftungen, Terroranschlägen zum Einsatz. Sie ist dann erforderlich, wenn die Ermittlungen der Polizei nicht zu eindeutigen Feststellungen über Täter, Tatablauf, Opferverhalten oder weiteren relevanten Tatelementen geführt haben.
In der OFA werden die objektiven Daten der Tat einer neuen Bewertung unterzogen, um Hypothesen über ihren Hintergrund aufzustellen. Daher findet sie abgesetzt von den eigentlichen polizeilichen Ermittlungen statt. Sie kann auch ermittlungsbegleitend angewendet werden, kommt aber meist danach zum Einsatz.
Durchgeführt werden Fallanalysen in Deutschland durch das Bundeskriminalamt sowie in Analysestellen der einzelnen Landeskriminalämter, mit Ausnahme Bayerns, wo die entsprechende Stelle am Polizeipräsidium München angesiedelt ist. Die erste OFA wurde in Deutschland 1987 durch das BKA durchgeführt.
Derzeit wird von der Polizei in Deutschland das Datenbanksystem ViCLAS (engl. Violent Crime Linkage Analysis System = Analysesystem zur Serienzusammenführung bei Gewaltverbrechen) in engem Zusammenhang mit der Operativen Fallanalyse verwendet. Es kommt bei Tötungs- und Sexualdelikten zum Einsatz, bei denen keine familiären oder sonstigen bekanntschaftlichen Vorbeziehungen zwischen Opfer und Täter bestanden. Eine neuere Entwicklung innerhalb des Feldes ist die geografische Fallanalyse.
Fallanalysegutachten – beziehungsweise die darin getroffenen Feststellungen – stellen nach Ansicht des Bundesgerichtshofes (BGH) grundsätzlich keine nach der Strafprozessordnung (StPO) zulässigen Beweismittel dar. Laut BGH obliegen Bewertungen, die sich darauf beschränken, aus festgestellten Beweistatsachen Schlüsse auf Tatabläufe zu ziehen, im Hauptverfahren allein dem Tatgericht.